# ...Niente - Trevi canta Daniele
...Niente - Trevi canta Daniele, pubblicato nel novembre del 1995, è un album raccolta del cantante Mario Trevi.

## Il disco
L'album vede la reinterpretazione di Mario Trevi, in chiave melodica, di undici tra i brani di successo di Pino Daniele, come le famose Napule è e Lazzari felici.
Andando contro l'abitudine di dedicare album a poeti napoletani degli inizi del '900, come Libero Bovio e Salvatore Di Giacomo, Trevi si ritrova ad omaggiare un collega più giovane di lui e rappresentante la nuova corrente musicale napoletana del tempo.
L'album viene pubblicato su CD (ZCD 074) e su musicassetta (ZS 419/C).

## Tracce
1. Napule è - 4:01 - (Pino Daniele)
2. Appocundria - 1:59 - (Pino Daniele)
3. Donna Cuncetta - 3:27 - (Pino Daniele)
4. Sotto 'o sole - 2:18 - (Pino Daniele)
5. Chi tene 'o mare - 2:03 - (Pino Daniele)
6. Viento - 1:52 - (Pino Daniele)
7. Quanno chiove - 4:12 - (Pino Daniele)
8. Terra mia - 2:50 - (Pino Daniele)
9. Cammina cammina - 2:51 - (Pino Daniele)
10. 'O ssaje comme fa 'o core - 3:23 - (Massimo Troisi - Pino Daniele)
11. Lazzari felici - 2:36 - (Pino Daniele)

## Formazione
- Mario Trevi (cantante)
- Carmine Liberati (arrangiamenti, direzione, piano, tastiere, fisarmonica, percussioni e direzione archi)
- Sasà Riemma (batteria)
- Peppe Merolla (batteria, tromba e filocorno)
- Pasquale Russiello (basso)
- Luigi Sigillo (contrabasso)
- Mario Sellitto (chitarra classica)
- Claudio Romano (chitarra classica e mandolini)
- Antonio Sigillo (flauto)